# David Herrero

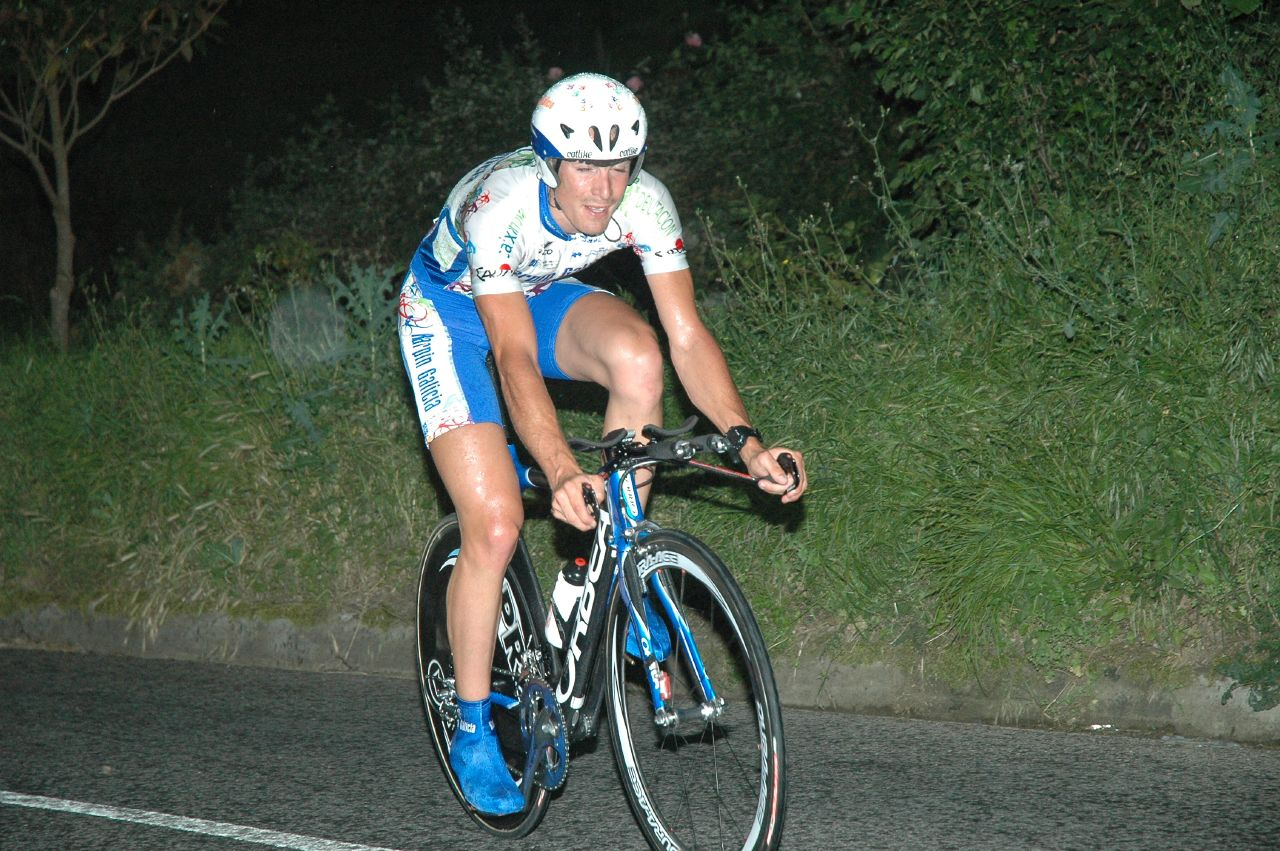
David Herrero bei der Euskal Bizikleta 2005

David Herrero Llorente (* 18. Oktober 1979 in Bilbao) ist ein ehemaliger spanischer Radrennfahrer.
Der Baske Herrero wurde 2002 bei der Mannschaft Euskaltel-Euskadi Radprofi. 2005 kehrte er nach einem einjährigen Gastspiel bei Costa de Almería-Paternina zu Euskaltel zurück, um 2007 zum Team Karpin-Galicia zu wechseln. Herrero konnte unter anderem Etappen bei der Vuelta a La Rioja, bei der Asturien-Rundfahrt, bei der Euskal Bizikleta und bei der Burgos-Rundfahrt gewinnen.

## Erfolge
2004
- Prueba Villafranca de Ordizia

2005
- Gran Premio de Llodio

2008
- eine Etappe Baskenland-Rundfahrt

2009
- eine Etappe Grande Prémio Paredes Rota dos Móveis
- eine Etappe Vuelta a la Comunidad de Madrid

## Grand-Tour-Platzierungen
| Grand Tour            | 2004 | 2005 | 2006 | 2007 | 2008 | 2009 |
| --------------------- | ---- | ---- | ---- | ---- | ---- | ---- |
| Giro d’ItaliaGiro     | –    | –    | –    | –    | –    | –    |
| Tour de FranceTour    | –    | DNF  | –    | –    | –    | –    |
| Vuelta a EspañaVuelta | 73   | –    | –    | 33   | 47   | 28   |

## Teams
- 2002 Euskaltel-Euskadi
- 2003 Euskaltel-Euskadi
- 2004 Costa de Almería-Paternina
- 2005 Euskaltel-Euskadi
- 2006 Euskaltel-Euskadi
- 2007 Karpin-Galicia
- 2008 Karpin-Galicia / Xacobeo Galicia
- 2009 Xacobeo Galicia